# 斯蒂芬·斯图尔特
斯蒂芬·斯图尔特（英語：Stephen Stewart，1978年3月7日—），澳大利亚男子赛艇运动员。他曾代表澳大利亚参加2004年和2008年夏季奥林匹克运动会赛艇比赛，其中2004年奥运会获得一枚铜牌。

## 家庭
哥哥詹姆斯·斯图尔特、杰夫·斯图尔特。